# Hearst Tower

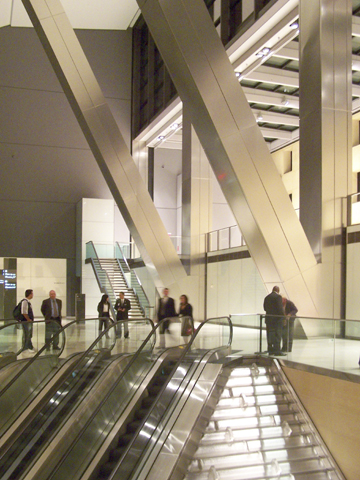
Lobby vom „Cafe 57“ aus gesehen

Die Fassade der Basis von 1928

Der Hearst Tower ist ein Wolkenkratzer in Manhattan in New York City. Er ist Sitz der namengebenden Hearst Corporation und besteht aus zwei Gebäudeteilen, dem 1926 errichteten sechsgeschossigen Sockel und dem 2006 fertiggestellten 182 Meter hohen Turm.

## Beschreibung
Der Büroturm steht an der 57th Street Ecke Eighth Avenue nahe dem Columbus Circle im Stadtteil Hell’s Kitchen in Midtown Manhattan. Seine Adresse ist 300 West 57th Street. Der Hearst Tower gilt als so genanntes „signature building“, bei dem der Name untrennbar mit dem Gebäude verbunden ist (Beispiel Chrysler Building in New York City oder dem John Hancock Center in Chicago).
Das 46-stöckige Hochhaus wurde von dem Architekten Norman Foster entworfen (Architekturbüro Foster + Partners) und durch Turner Construction mittig in das bereits vorhandene sechsstöckige International Magazine Building eingefügt. Das historische Bauwerk, von dem lediglich die unter Denkmalschutz stehende Außenfassade erhalten blieb, bildet dabei die Basis. Der Turm enthält als strukturelles System eine in einem Diagrid angeordnete Glas- und Metallfassade. Das Dreiecksmuster der Fassade wurde mit 9.500 t überwiegend recycelten Stahls errichtet. Der Wolkenkratzer ist 182 m (597 Fuß) hoch und hat 80.000 m² Bürofläche. Der Haupteingang des Gebäudes befindet sich in der Eighth Avenue.

## Umweltfreundliche Bauweise
Der Hearst Tower ist einer der umweltfreundlichsten Bürotürme in New York City.
- 85 % des verwendeten Stahls enthält recyceltes Material.
- 25 % weniger Energiekosten als vergleichbare Hochhäuser.
- 869 Tonnen Kohlenstoffdioxid werden eingespart.
- Das Dach sammelt das Regenwasser und reduziert so bei Regenfall die Wasserkosten um 25 %.
- Sensoren kontrollieren die natürliche Lichtzufuhr im Gebäude und sparen so Kosten für elektrisches Licht.

Im Atrium gibt es unter anderem zur Luftbefeuchtung eine dreistöckige Wasserskulptur, den Icefall. Für diese Leistungen im Energiesparen erhielt der Hearst Tower 2006 als erstes kommerzielles Bürogebäude in New York City die Gold-Zertifizierung vom LEED-Programm des U.S. Green Building Council (GBC). 2012 konnte mit weiteren Maßnahmen die Platinum-LEED-Zertifizierung des GBC erreicht werden.

## Geschichte
Das heute als Sockel dienende International Magazine Building, auch Hearst Magazine Building genannt, wurde bereits 1928 unter der Leitung des Architekten Joseph Urban fertiggestellt. Das im Art-déco-Stil errichtete Bauwerk war in New York einer der ersten seiner Gattung. Der Bau konnte wegen Geldmangel nicht beendet werden und das Gebäude blieb jahrzehntelang in diesem Zustand stehen. Am 16. Februar 1988 wurde die Gebäudefassade von der Landmarks Preservation Commission zu einem Wahrzeichen der Stadt New York erklärt.
Im Jahre 1999 entschied sich die Hearst Corporation einen neuen Firmensitz in Manhattan zu planen. Anstelle eines Neubaus entschied man sich das alte Gebäude im Rahmen der Denkmalschutzauflagen komplett umzuplanen und zu erneuern. So blieb die alte Fassade des Gebäudes erhalten. Das Innere des Gebäudes wurde entkernt und in das alte Gebäude wurde der neue Hearst Tower eingesetzt.

„Erst wenn der Sonnenuntergang die Skyline in goldenes Gleißen taucht, bleibt von Fosters Turm nur ein Tupfer ohne klare Konturen.“

## Auszeichnungen
Das Gebäude erhielt 2006 den Emporis Skyscraper Award und 2008 den Internationalen Hochhauspreis.

## Film
- Hearst Tower, New York. Dokumentation, Deutschland, 2008, 26 Min., Buch und Regie: Sabine Pollmeier und Joachim Haupt, Produktion: Parnass Film, ZDF, arte, Reihe: Faszination Wolkenkratzer, Erstsendung: 10. Juli 2009, Inhaltsangabe von arte

- Shopaholic – Die Schnäppchenjägerin Komödie, USA, 2009, 104 Min., Buch und Regie: P. J. Hogan, Tim Firth und Tracey Jackson.

Produktion: Jerry Bruckheimer. Rebecca Bloomwood findet einen Job im Hearst Tower als Finanzberaterin.